# Szent György-fatemplom (Godinesd)
A godinesdi Szent György-fatemplom műemlékké nyilvánított épület Romániában, Hunyad megyében. A romániai műemlékek jegyzékében a  HD-II-m-A-03320 sorszámon szerepel.